# Projekt 21310 Triton-NN
Projekt 21310 Triton-NN (ru: Проекта 21310 Тритон-НН) är en klass ryska undervattensfarkoster tillverkad av konstruktionsbyrån Lazurit i Nizjnij Novgorod. Triton-NN är en så kallad dykbåt, det vill säga en undervattensfarkost utan tryckskrov. Den är avsedd för att transportera attackdykare, antingen i hög fart i ytläge eller dolt i låg fart i u-läge. Avsaknaden av tryckskrov gör att dykförmågan är väldigt begränsad, troligen inte mer än 40 meter.
Triton-NN började designas redan 1988, men Sovjetunionens fall blev dödsstöten för projektet. Själva konceptet levde dock vidare och år 2000 beviljade Vladimir Putin medel för att återuppliva och fullfölja projektet. Konstruktionsarbetet pågick under hela första hälften av 2000-talet och i december 2008 sjösattes den första prototypen.